# Elodes davidsoni
Elodes davidsoni là một loài bọ cánh cứng trong họ Scirtidae. Loài này được Carter miêu tả khoa học năm 1935.